# عبد الرحمن الأوسط
أبو المُطَرِّف عبد الرحمن بن الحكم (176 هـ-238 هـ / 792-852م) المعروف أيضًا بلقب عبد الرحمن الأوسط وتذكره المصادر الأجنبية باسم عبد الرحمن الثاني، هو رابع أمراء الدولة الأموية في الأندلس. كان محبًا لحياة البذخ والثراء، وعاشقًا للفنون والآداب، كما اهتم بنواحي العمران والزراعة، وكان له دور بارز في إنشاء أول أسطول حربي كبير في الأندلس، فكان بذلك عصره بداية للنهضة الثقافية والحضارية التي شهدتها الأندلس.

## نشأته
ولد عبد الرحمن بن الحكم في طليطلة في شعبان من عام 176 هـ للأمير الحكم بن هشام من أم ولد تدعى «حلاوة»، وفي 11 ذي الحجة 206 هـ، حين اشتد المرض على والده، أوصى بالعهد إلى ابنه عبد الرحمن ومن بعده ابنه المغيرة بن الحكم، وأمر بأخذ البيعة لهم، وقد بويع بالإمارة خلفًا لوالده في 27 ذي الحجة 206 هـ.

## أحداث عهده
لم يمض شهر واحد من حكم عبد الرحمن حتى شهد أولى الثورات على حكمه، وهي ثورة الذميين في قرطبة في المحرم من عام 207 هـ، التي كان سببها ظلم والٍ كان للحكم بن هشام على إلبيرة، فأقبلوا إلى قرطبة يطلبون الأموال التي كان ظلمهم بها وألحوا في الطلب، فبعث عبد الرحمن من يفرقهم ويسكتهم، فلم يقبلوا. فخرج إليهم جمع من الجند قاتلوهم، وقتلوا منهم عددًا كبيرًا. وفي العام نفسه، حدث اقتتال بين القبائل المضرية واليمانية في تدمير، ظل يتجدد لسبع سنوات، كلما بعث لهم عبد الرحمن بجيش لفض القتال، انتهوا. ومتى قفل الجيش راجعًا عادوا للقتال. وفي العام نفسه، حدثت مجاعة عظيمة بعدما هاجم الجراد الأندلس، فتكفل عبد الرحمن بإطعام ضعفاء ومساكين قرطبة. وفي عام 211 هـ، ثار رجل يدعى طوريل في تاكرنا، فبعث له عبد الرحمن بجيش هزمه.
وفي عام 216 هـ، ثار رجل يدعى هاشم الضراب في طليطلة، وتجمع له مناهضو الحكم الأموي في الثغر الأوسط، فأمر عبد الرحمن واليه محمد بن رستم بمحاربتهم، واقتتلوا قتالاً شديدًا انتهى بهزيمة هاشم وعدد كبير ممن معه. وفي عام 220 هـ، ثار سليمان بن مرتين في ماردة، فخرج له عبد الرحمن بنفسه في جيشه، وحاصره فترة قبل أن يموت سليمان في حادث، لتنتهي بذلك ثورته. وفي العام التالي، أخضع جيش بعثه عبد الرحمن ثورة طليطلة.
وفي عام 232 هـ، سير عبد الرحمن ابنه محمدًا إلى تطيلة لقتال موسى بن موسى الذي ثار عليه وتحالف مع البشكنس، فقاتله حتى طلب موسى الصلح، فأجازه. ثم سار محمد إلى بنبلونة، فأوقع بالبشكنس الخسائر، وعاد غانمًأ إلى قرطبة. وفي العام نفسه، أصاب الأندلس قحط شديد، أهلك الماشية وأجهد الأندلسيين. وفي عام 235 هـ، عاد موسى بن موسى للعصيان، فأخرج له عبد الرحمن جيشًا أعاده للطاعة. وفي عام 236 هـ، ثار رجل من البربر يدعى حبيب البرنسي في جبال الجزيرة الخضراء، فبعث إليه جيشًا هزمه وأتباعه، وفر حبيب البرنسي. وفي عام 237 هـ، تنبّى رجل من شرق الأندلس، وتأوّل القرآن على غير تأويله، فتبعه عدد من الناس، وكان من تعاليمه النهي عن قص الشعر وتقليم الأظافر، فأمر بالقبض عليه، واستتابه فأبى، فأمر بصلبه.
شهد نهاية عهد عبد الرحمن بن الحكم وبداية عهد ابنه محمد، حدثًا فريدًا من نوعه وذلك بإقدام جماعة من المسيحيين على تحدي سلطات ومشاعر المسلمين عن طريق سب الدين الإسلامي وسب نبيه، والتي كان ورائها قس مسيحي يدعى إيولوخيو الذي ألّب بعض مسيحيي قرطبة وأثارهم ضد المسلمين، ودون كتيبًا بعنوان شهداء قرطبة جمع فيه الأحكام التي صدرت بإعدام 48 مسيحيًا بعضهم من الرهبان والكهنة الكاثوليك في الأندلس في الفترة بين عامي 236هـ/851م-244هـ/859م، بتهمة سب الدين الإسلامي وسب نبيه، إضافة إلى المسلمين أو أبناء التزاوج بين المسلمين والمسيحيات الذين ارتدوا عن الإسلام. لم يرد ذكر تلك الأحداث في المصادر العربية أو حتى الإفرنجية المعاصرة لتلك الفترة، وكان مصدرها الوحيد هو القس إيولوخيو نفسه الذي هو أحد الثمانية وأربعين مسيحيًا الذين أعدموا، مما جعل الأمر برمته مثار شك.

## المعارك الخارجية
في عام 208 هـ، بعث عبد الرحمن حملة بقيادة عبد الكريم بن عبد الواحد بن مغيث غزت ألبة والقلاع، ردًا على هجوم ألفونسو الثاني ملك أستورياس على مدينة سالم، غنمت من تلك المناطق وعادت سالمة. كما بعث بجيش بقيادة عبيد الله بن عبد الله البلنسي إلى برشلونة، فحاصرها ستين يومًا دون أن يفتتحها. وبين عامي 223 هـ-228 هـ، كان عبد الرحمن يوجّه الجيوش الواحد تلو الآخر لغزو جليقية بعضها كان بقيادته، ولم يمن أي منها بالهزيمة.

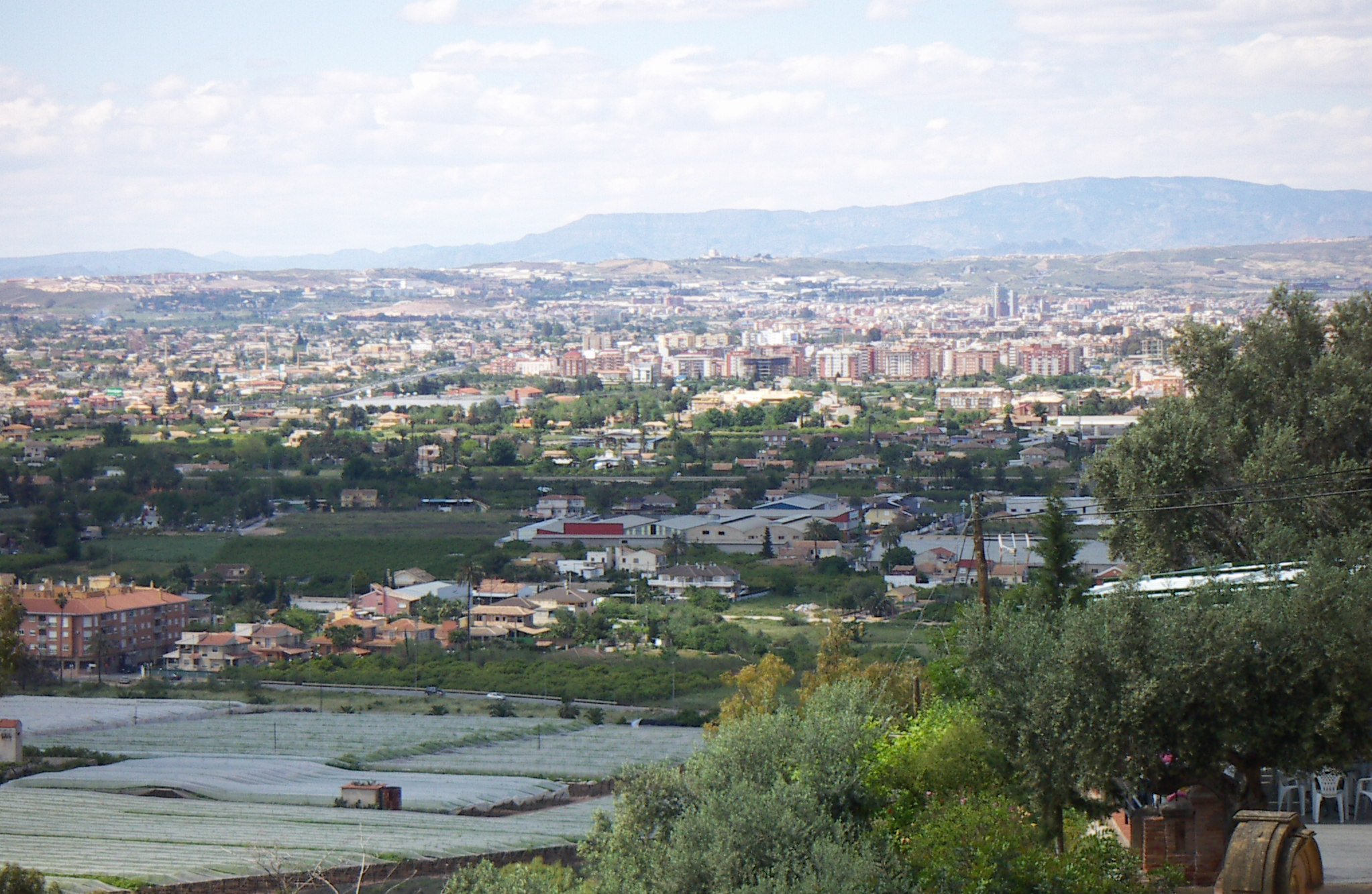
مرسية تأسست في عهد عبد الرحمن الأوسط عام 210 هـ/825 م، وجعلها قاعدة لكورة تدمير.

وفي عام 229 هـ، جاءته الأخبار من عامله على أشبونة يخبره بنزول 54 سفينة للنورمان على الساحل، فأمره هو وعمّال المدن الساحلية بالتأهب. وفي العام التالي 230 هـ، عاد النورمان بثمانين مركبًا نزلوا بها أشبونة فاحتلوها، ومنها إلى قادس فشذونة ثم إشبيلية، فأخرج لهم عبد الرحمن جيشًا بقيادة حاجبه عيسى بن شهيد، أتبعه بجيش آخر بقيادة نصر الخصي، استطاعا هزيمة النورمان بعناء، لتنتهي حملتهم التي استمرت 42 يومًا، قتلوا فيها عددًا كبيرًا من المدنيين في المدن التي احتلوها، وأوقعت بهم جيوش المسلمين خسائر عظيمة في الأرواح والسفن.
بعد أن انتهت أزمة النورمان، عاد عبد الرحمن إلى عادته، فأرسل جيشًا بقيادة ابنه محمد حاصر مدينة ليون، وضيّق عليها، مما أضطر الكثير من أهلها إلى الفرار واللجوء للجبال. وفي عام 234 هـ، وجّه عبد الرحمن حملة بحرية من ثلاثمائة سفينة لتأديب أهل جزيرتي ميورقة ومنورقة لنقضهم العهد، ومهاجمتهم سفن المسلمين، فأوقعت بهم خسائر كبيرة.
وفي عام 232 هـ، لجأ ويليام السبتماني إلى عبد الرحمن لمعاونته في ثورته على شارل الأصلع، فأمر عبد الرحمن عمّاله على الثغر الأعلى معاونته، وإمداده بما يلزمه. فاستطاع ويليام تحقيق انتصارات على قوات لويس في بعض المعارك، واستولى على برشلونة وجرندة. وفي عام 237 هـ، هاجم الغاسكونيين شمال الأندلس، فخرج لهم موسى بن موسى بن قسي، وألتقوا في البيضاء بالقرب من بقيرة، ودارت معركة كبيرة، انتهت بهزيمة الغاسكونيين.

## وفاته وأولاده
توفي عبد الرحمن بن الحكم في 3 ربيع الآخر 238 هـ، وصلى عليه ولده محمد، ودفن بقصر قرطبة. وقد كان لعبد الرحمن من العقِب أربعون ابنا، منهم:
- الأمير بعدَهُ محمد.
- والحكم.
- وسليمان.
- والمُطَرِّف.
- والمنذر.
- وهشام.
- ويحيى.
- ومروان.
- ومسلمة.
- وأمية.
- وعبد الملك.
- والأصبغ.
- وعبيد الله.
- وسعيد.
- وبكر.
- وعبد العزيز.
- والعاصي.
- وعبد الله.
- وعُمر.
- وطريف.
- والوليد.
- وعبد الجبار.
- وأحمد.
- والعباس.
- وموسى.
- والقاسم.
- وإسماعيل.
- ويزيد.
- وإسحاق.
- وعبد الواحد.
- والغَمْرُ.
- وإبراهيم.
- وعَمْرو.
- ويعقوب.
- والمُغِيرة.
- وعُثمان.
- والغَرِيض.[23]

ومن الإناث ثلاثٌ وأربعون بنتًا، منهن:

- أسماء
- وعاتكة
- وعائشة (عيشونة)
- وأم الأصبغ
- وأم هشام
- وفاطمة (فُطيمة)
- وعبدة
- وأمة العزيز
- وأم كلثوم
- وأم عمرو
- وزينب
- وعُبيدة
- وناشدة
- وقسيمة
- وعتيكة
- وكنزة
- وعزيزة
- وأم حكيم
- وميّة
- وولاّدة
- وأم أبان
- وأمة الوهاب
- وظبى
- وأمة الرحيم
- ورقية
- وأم عثمان
- وأم موسى
- وأمة الرحمن
- ورحيمة
- وهُشيمة
- وأمة الملك
- وبُريهة
- وتملال
- والمنى
- وحكيمة
- وأم سلمة
- وآمنة
- وعُليّة.[24]

## أعماله

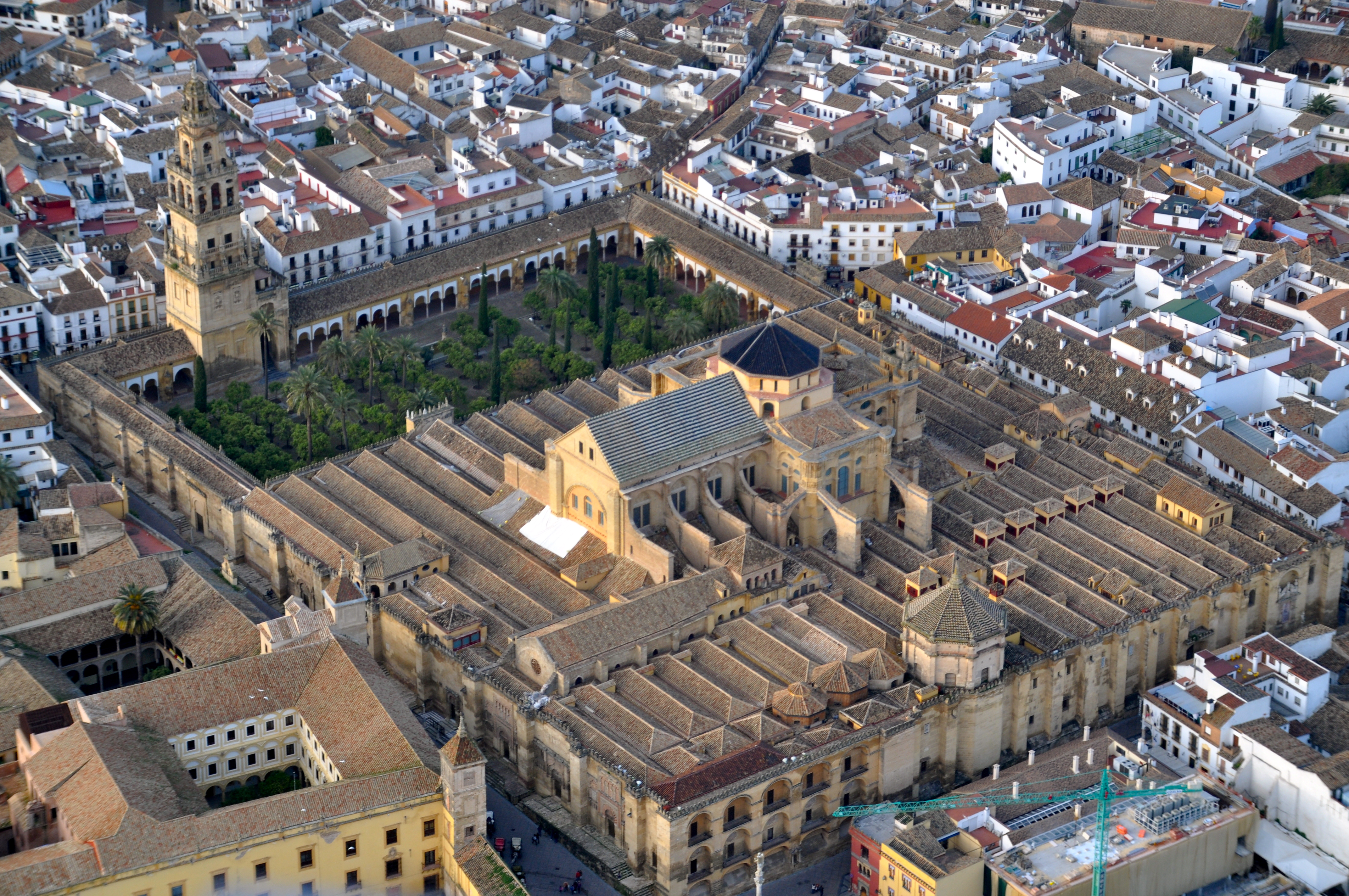
جامع قرطبة أضاف إليه عبد الرحمن الأوسط بهوين عام 218 هـ.

في عام 210 هـ، أمر ببناء جامع جيان، كما أمر والي تدمير بنقل عاصمة تلك الكورة إلى مرسية. وفي عام 218 هـ، قام عبد الرحمن بإضافة بهوين في جامع قرطبة، ولكنه مات قبل أن يتمها، فأتمها ابنه محمد. وفي عام 224 هـ، أصلح قنطرة سرقسطة. وفي عام 230 هـ، بنى جامع إشبيلية، ودعم أسوارها بعد انتهاء هجوم النورمان. كما أمر ببناء ترسانة للسفن في إشبيلية، وتجهيز أسطول بحري، لمواجهة أي هجوم محتمل من قبل النورمان.
اهتم عبد الرحمن بالعمارة، فشيّد القصور والمتنزهات، التي جلب لها المياة من الجبال. كما أقام الجسور على الأنهار، وبنى العديد من المساجد في مدن الأندلس. كما عظمت التجارة والاقتصاد في عهده فبلغ خراج الأندلس في السنة في عهده، ألف ألف دينار. وفي بداية عهده دخل زرياب الأندلس، بعد أن كان قد أخذ الإذن بالدخول من الأمير الحكم بن هشام قبل وفاته.
شهد عصر عبد الرحمن بعض العلاقات الدبلوماسية مع بعض الممالك في عهده. ففي عام 225 هـ، أرسل إليه الإمبراطور البيزنطي ثيوفيلوس سفارة مودة بالهدايا، فقبلها عبد الرحمن، وردّ عبد الرحمن السفارة بأن بعث سفيره يحيى الغزال بالهدايا إلى القسطنطينية للإمبراطور. كما شهد عصر عبد الرحمن أيضًا سفارة أخرى من قبل هوريك الأول ملك النورمان بطلب للصلح والمهادنة، بعد غزو النورمان لغرب الأندلس، والتي ردها عبد الرحمن بأن بعث سفيره يحيى الغزال، إلى بلاط هوريك في رحلة عاد منها بعد عشرين شهرًا.

## صفته وشخصيته

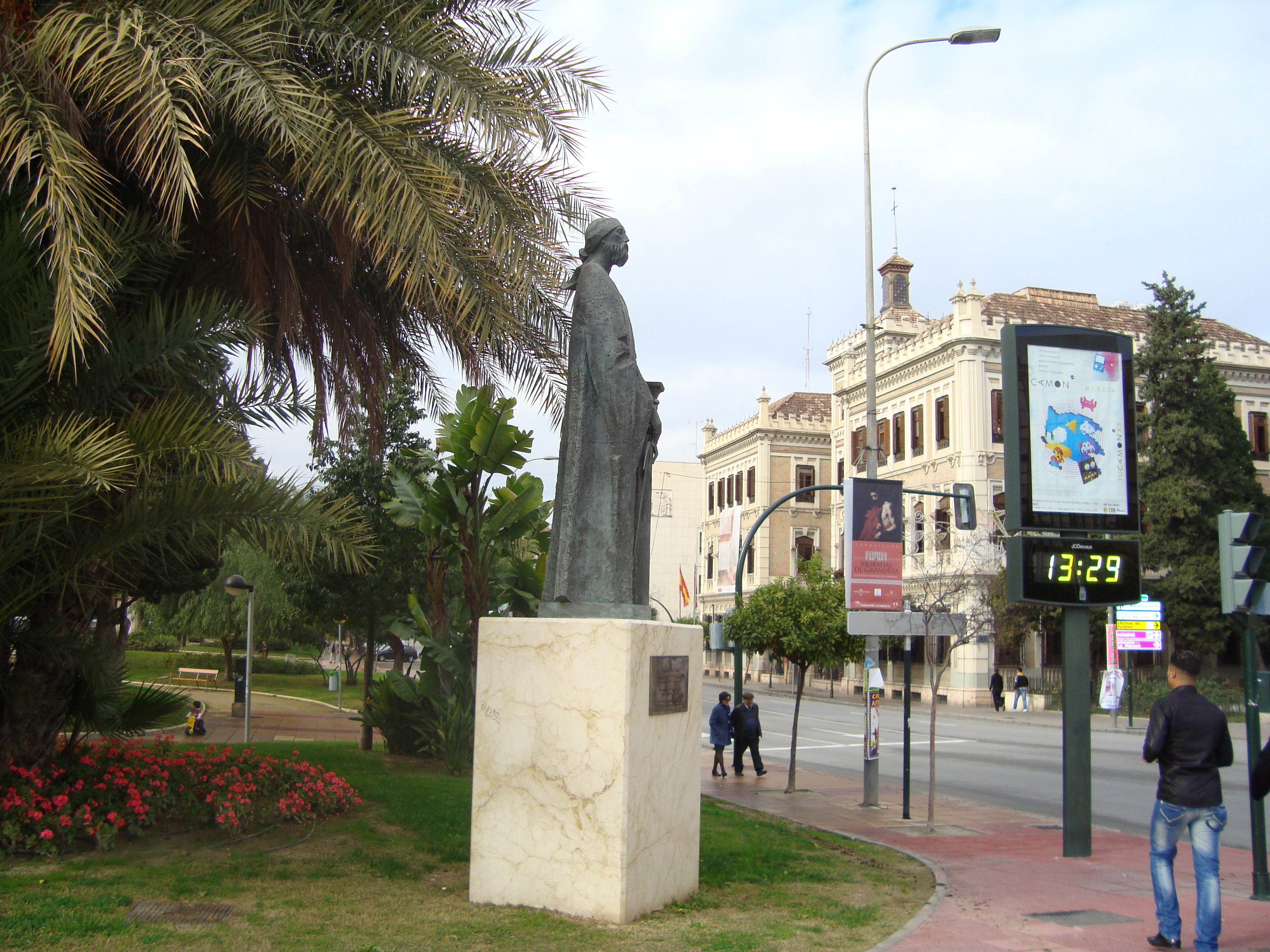
تمثال عبد الرحمن الأوسط في مرسية

وصفه ابن حيان القرطبي قائلاً: «كان أشمّ، أقنى، أعين، أسود العينين، طوال فخم، مسبل، عظيم اللحية، يخضب بالحناء.» أما عن شخصيته فقد كان عبد الرحمن بن الحكم حليمًا جوّادًا، له حظ من الأدب والفقه وحفظ القرآن ورواية الحديث. إلا أنه كان يعشق مظاهر البذخ والفخامة، ويسمو بمكانته ويحتجب عن العامة.
كان نقش خاتمه «عبد الرحمن بقضاء الله راض» وقد كان عالمًا بشؤون الحرب والإدارة، ويحسن اختيار الرجال للمناصب، فكان يحشد خيرة الرجال حوله في مناصب الوزراء والقادة والولاة والقضاة. وكان أول من ألزم وزرائه بالقدوم إلى قصره كل يوم للمشورة وأخذ الرأي. كما مضى على سنة والده في الاستكثار من الموالي والصقالبة حتى بلغ عددهم خمسة آلاف مملوك.
كما كان يعظم من شأن رجال الدين، وحظي عنده يحيى بن يحيى الليثي خاصة بإيثاره، فكان لا يستقضي قاض ولا يعقد عقدًا ولا يمضي في الديانة أمرًا إلا عن رأيه وبعد مشورته.
كان عبد الرحمن شاعرًا أديبًا له شعر معروف منه هذه الأبيات التي يصف بها حال المعزول قائلاً:
وقد عرف عبد الرحمن بولعه بالنساء، وخاصة عشقه لجاريته طروب أم ولده عبد الله. إضافة لحبه لسماع المغنين. كما كان شغوفًا بجمع الكتب، حتى أنه أرسل شاعره عباس بن ناصح إلى المشرق، للبحث عن الكتب القيمة واستنساخها، وهي النواة التي تكونت منها بعد ذلك منها مكتبة قرطبة.